# Всесвітня виставка 1855
Всесвітня виставка праць промисловості, сільського господарства і витончених мистецтв (фр. Exposition Universelle des produits de l'Agriculture, de l'Industrie et des Beaux-Arts) — друга, за рахунком, всесвітня виставка і перша, проведена в Парижі.

## Історія
Виставка була великою подією для Французької імперії та проходила на Єлисейських полях з 15 травня по 15 листопада 1855 під патронатом імператора Наполеона III і була покликана перевершити за розмахом лондонську попередницю 1851.
Павільйони 34 країн займали територію в 16 га. Як відповідь на лондонський Кришталевий палац в Парижі був споруджений Палац промисловості, на місці якого в 1900 спорудили Гран-Пале. Поряд зі змаганнями на промислову та аграрну тематику проводився конкурс серед художників-академістів, який судили такі майстри, як Ежен Делакруа та Жан Огюст Домінік Енгр.
Спеціально для виставки італійський композитор-романтик Джузепе Верді у 1855 написав грандіозну оперу на п'ять дій Сицилійська вечірня, (фр. Les vêpres siciliennes). Французьке лібретто  написали Ежен Скріб і Шарль Дувейрьє за їх твором Герцог Альба (Le duc d'Albe), який був написаний у 1838. Історія базується на історичній події, Сицилійській вечірні — повстанні сицилійців проти французів у 1282. Опера вперше виконувалася у Паризькій опері 13 червня 1855.
Також з нагоди Виставки були виготовлені імператорські корони Наполеона III та імператриці Євгенії.
Згідно з офіційним повідомленням, виставку відвідало 5 162 330 людей, з яких 4,2 мільйони відвідали промислові експозиції та 0,9 мільйона експозиції мистецтв. При тому, що витрати на виставку становили понад 5 мільйонів доларів, прибуток, який вона принесла організаторам, був у десять разів менший за витрати.
Для експозиції Наполеон III доручив розробити систему класифікації найкращих французьких вин Бордо, які повинні були бути виставлені для відвідувачів з усього світу. Брокери з виноробної промисловості проранжували вина відповідно до репутації господарства та ціни, яка на той час була безпосередньо пов'язана з якістю. Одним з її результатів стало введення системи класифікації вин Бордо.
Сьогодні єдиною згадкою про вистаку є Театр дю Рон-Пуан (фр. Théâtre du Rond-Point) на Єлисейських полях, робота архітектора Габріеля Дав'ю, у якому розміщувалась Panorama National.